# محمد أحمد النابلسي
محمد أحمد النابلسي (1954 - 6 أكتوبر 2015) هو طبيبٌ نفسي وكاتب لبناني، كان قد ألف عددًا من الكُتب الاختصاصية، وتقلد عددًا من المناصب الجامعية بالإضافة إلى مشاركته في عشرات المؤتمرات.

## حياته
وُلد الدكتور محمد أحمد النابلسي في طرابلس بلبنان عام 1954. والده أحمد محمد نابلسي، ولمحمد 7 إخوة (5 ذكور و2 إناث). حصل على شهادة الدكتوراة في الطب العام من جامعة كرايوفا في رومانيا عام 1984، ثم ماجستير الطب النفسي من جامعة بودابست عام 1988، ثم دكتوراة في الطب النفسي من جامعة بودابست عام 1992، ثم شهادة توصيف معالج نفسي من جامعة بودابست عام 1988.
عملًا أستاذًا في كلية الآداب في قسم علم نفس في الجامعة اللبنانية (1988 – 1996)، وأستاذًا في كلية العلوم الطبية بالجامعة اللبنانية منذ 1998 حتى وفاته، وأستاذًا في كلية الصيدلة بجامعة بيروت العربية (1998 – 1999)، وأستاذًا في قسم علم النفس والفلسفة بجامعة بيروت العربية (1998 – 2000)، وأستاذًا محاضرًا وزائرًا في عدة جامعات عربية وأجنبية.

## وفاته
تُوفي في طرابلس بلبنان بتاريخ 6 أكتوبر (تشرين الأول) 2015 ميلاديًا، الموافق 22 ذو القعدة 1436 هجريًا، عن عمرٍ ناهز 61 عامًا. كان قد صلّي عليه في مسجد طينال ودفن في مدافن باب الرمل.

## مؤلفاته

### الطب النفسي السياسي
- الثلاثاء الأسود / خلفية الهجوم على الولايات المتحدة الأميركية. دار الفكر، ط2 ،2002.
- علم النفس الأمني/ مركز الدراسات النفسية ط1 2004
- نحو سيكولوجيا عربية / دار الطليعة – بيروت، 1995. شراء
- الخصوصية العربية والعقل الأسير/ مركزالدراسات النفسية – بيروت، 2004.
- سيكولوجية السياسة العربية – العرب والمستقبليات / دار النهضة العربية، 1999.
- النفس المغلولة- سيكولوجية السياسة الإسرائيلية/منشورات مركز الدراسات النفسية (م د ن) لبنان، ط2 /2002
- النفس المفككة - سيكولوجية السياسة الاميركية. مركز الدراسات النفسية (مدن).
- النفس المقهورة - سيكولوجية السياسة العربية.مدن
- يهود يكرهون أنفسهم.دار الفكر.
- العلاج النفسي للاسرى وضحايا العدوان/ منشورات م د ن. 2001.
- التحليل النفسي للرئيس الأميركي وودرو ولسون/ مترجم
- الحرب النفسية في العراق - متابعة للجوانب النفسية في الحرب الاميركية على العراق
- أميركا في المستنقع العراقي / المركز العربي للدراسات المستقبلية ط1 2004
- سيكولوجية الشائعة / مركز الدراسات النفسية ط1 2004
- الأمراض النفسية وعلاجها – دراسة في مجتمع الحرب اللبنانية (1985) (1989و2000).
- في مواجهة الأمركة / دار الفكر 2004
- ياسر عرفات - صورة سيكولوجية
- الحرب النفسية في إسرائيل: تأليف رون شليفر / تعليق ونقد محمد احمد النابلسي
- نحو إستراتيجية عربية لمواجهة الكوارث

### تحليل نفسي
- سلسلة الأمراض السيكوسوماتية (8 أجزاء) / الرسالة – الإيمان – تواريخ إصدار مختلفة.
- فرويد والتحليل النفسي الذاتي / دار النهضة العربية – بيروت 1989.
- مباديء العلاج النفسي ومدارسه /دار النهضة العربية-بيروت ط1 1990.
- سيكوسوماتيك الهيستيريا (بالمشاركة) / دار النهضة العربية، 1990.
- التحليل النفسي – طريقة الاستعمال / الشركة العالمية للكتاب، 1996
- التحليل التفسي/ماضيه ومستقبله (بالمشاركة). دار الفكر، بيروت- دمشق،2002.
- التحليل النفسي للرئيس الأميركي وودرو ولسون/ مترجم

### كتب أكاديمية
- سلسلة علم نفس الطفل (7 أجزاء) / دار النهضة العربية – بيروت 1988
- سلسلة الأمراض السيكوسوماتية (8 أجزاء) / الرسالة – الإيمان – تواريخ اصدار مختلفة.
- قراءة تخطيط الدماغ / دار النهضة العربية – بيروت – 1989.
- إسقاط الشخصية في اختبار تفهم الموضوع – دار النهضة العربية – بيروت 1989.
- مبادئ العلاج النفسي ومدارسه /دار النهضة العربية-بيروت ط1 1990.
- الاتصال الإنساني وعلم النفس/ دار النهضة العربية – بيروت 1990.
- الأمراض النفسية وعلاجها – دراسة في مجتمع الحرب اللبنانية (1985) (1989و2000).
- الصدمة النفسية – علم نفس الحروب والكوارث (بالمشاركة) – دار النهضة العربية، 1991.
- معجم العلاج النفسي الدوائي / دار ومكتبة الهلال – بيروت، 01995
- الطفل وعالمه النفسي (بالمشاركة) / الشركة العالمية للكتاب، 1996.
- تقنيات الفحص النفسي ومبادئه / مكتب النشر العلمي بالإسكندرية، ط2 1997
- الاضطربات العقلية والنفسية والسلوكية (بالمشاركة)، الشركة العالمية للكتاب، ط1، 1996.
- شارك في موسوعة الجمعية الاميركية للعلوم النفسية الصادرة عن اوكسفورد العام 2001.
- شارك في سلسلة تشخيص الاضطرابات النفسية (تعريب الدليل التشخيصي للامراض – سلسلة في 11 جزءا") الصادرة عن مكتب الإنماء الاجتماعي في الكويت العام 2001.
- العلاج النفسي للاسرى وضحايا العدوان/ منشورات م د ن. 2001.
- معجم مصطلحات الطب النفسي. مركز الدراسات النفسية /
- شارك في موسوعة الجمعية الاميركية للعلوم النفسية الصادرة عن اوكسفورد العام 2001.
- سيكولوجية الشائعة / مركز الدراسانت النفسية ط1 2004
- علم النفس الأمني/ مركز الدراسات النفسية ط1 2004
- الدليل النفسي العربي
- أصول ومبادئ الفحص النفسي
- مبادئ البسيكوسوماتيك وتصنيفاته
- أمراض القلب النفسية
- السمنة وعلاجها النفسي

### كتب تثقيفية
- سلسلة علم نفس الطفل (7 أجزاء) / دار النهضة العربية – بيروت 1988.
- الاتصال الإنساني وعلم النفس/ دار النهضة العربية – بيروت 1990.
- الأمراض النفسية وعلاجها – دراسة في مجتمع الحرب اللبنانية (1985) (1989و2000).
- الصدمة النفسية – علم نفس الحروب والكوارث (بالمشاركة) – دار النهضة العربية، 1991.
- الطفل وعالمه النفسي (بالمشاركة) / الشركة العالمية للكتاب، 1996.
- الاضطربات العقلية والنفسية والسلوكية (بالمشاركة)، الشركة العالمية للكتاب، ط1، 1996.

## المناصب الأكاديمية
- مؤسس ورئيس تحرير مجلة الثقافة النفسية المتخصصة منذ تأسيسها عام 1990 حتى وفاته.
- نائب رئيس الهيئة التأسيسية للاتحاد العربي للعلوم النفسية.
- أمين عام الاتحاد العربي للعلوم النفسية منذ 1999 حتى وفاته.
- رئيس تحرير حوليات الاتحاد العربي لعلم النفس.
- نائب رئيس تحرير مجلة الأخصائي العربي (الصادرة عن الاتحاد العربي للعلوم النفسية بالإنجليزية).
- عضو استشاري للجمعية العالمية لطب نفس المسنين (I.P.A).
- عضو الجمعية العالمية للتصوير العصبي (Neuroimagining).
- عضو الجمعية العالمية لبحوث القلق (STAR).
- عضو الجمعية العالمية لامراضية التعبير (SIPE).
- عضو شرف محلف في معهد الطب الجنسي- باريس، منذ 1986.
- عضو الهيئة الاستشارية لمجلة الإرشاد النفسي – جامعة عين شمس.
- عضو الهيئة الاستشارية لمجلة دراسات نفسية – رانم / مصر.
- عضو الهيئة الاستشارية لمجلة الصحة النفسية – اليمن.
- عضو الهيئة الاستشارية لمجلة النفس المطمئنة – مصر.
- عضو الهيئة الاستشارية للمجلة العربية للطب النفسي – الأردن.
- عضو الهيئة الاستشارية لمجلة الرسالة التربوية المعاصرة _ دمشق.
- نائب رئيس الجمعية الإسلامية العالمية للصحة النفسية.
- مؤسس ورئيس الجمعية اللبنانية للدراسات النفسية.
- مؤسس ورئيس مركز الدراسات النفسية والنفسية – الجسدية.
- عضو مجلس إدارة اتحاد الأطباء النفسيين العرب، 2001.
- عضو اتحاد الكتاب اللبنانيين.
- عضو اتحاد الكتاب العرب.
- مستشار مكتب الإنماء الاجتماعي – الديوان الأميري في الكويت.
- مقرر لجنة أطفال الانتفاضة في الأليكسو (المنظمة العربية للتربية والثقافة والعلوم).
- عضو نقابة أطباء لبنان/ الشمال
- عضو الهيئة الاستشارية ل مركز الباحث للدراسات.

## المناصب المهنية
- مدير قسم الطب النفسي في مأوى العجزة بطرابلس (1997 - 1999)
- مدير البحوث العيادية والتدريب العلمي في مركز الدراسات النفسية.
- زائر في مستشفيات طرابلس منذ العام 1988.
- ممارس للطب النفسي في عيادته الخاصة منذ 1988 حتى وفاته.
- طبيب متعاقد مع قوى الأمن الداخلي وطبيب زائر في سجن طرابلس.

## وصلات خارجية
- محمد أحمد النابلسي على موقع أرشيف الشارخ.

- الموقع الشخصي للدكتور محمد أحمد النابلسي